# جورج بواتنغ

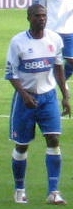
جورج بواتنغ

جورج بواتنغ، من مواليد 5 سبتمبر 1975 في نكاوكاو في غانا، لاعب كرة قدم غاني.
بدأ مسيرته الكروية مع نادي إكسلسيور روتردام في موسم 1994/1995، ولعب معهم 9 مباريات، وفي عام 1995 انتقل إلى نادي فيينورد روتردام، ولعب معهم حتى عام 1998، وشارك معهم في 68 مباراة وسجل هدف واحد، وفي موسم 1998/1999 انتقل إلى نادي كوفنتري سيتي الإنجليزي، ولعب معهم 46 مباراة وسجل 5 أهداف، وفي عام 1999 انتقل إلى نادي أستون فيلا الإنجليزي، ولعب معهم حتى عام 2003، وشارك معهم في 103 مباريات وسجل 4 أهداف، ومنذ عام 2003 وهو يلعب مع نادي ميدلزبره الإنجليزي.
و قد بدأ باللعب مع منتخب هولندا لكرة القدم في عام 2001.

## مسيرته الكروية
لعب جورج بواتنغ خلال مسيرته الاحترافية مع 9 أندية في عشرون موسمًا وسجل خلالها 21 هدفًا ضمن 486 مباراة. ولم يفز بأي موسم بالكأس أو بالدوري.
خاض جورج بواتنغ مسيرته مع نادي إكسلسيور في موسم 1994–95 لمدة موسم واحد، مشاركًا في 9 مباريات ولم يسجل أي هدف. ثم انتقل إلى نادي فاينورد في موسم 1995–96 واستمر معه طيلة ثلاثة مواسم، حيث شارك في 68 مباراة سجل خلالها هدفًا واحدًا. لينتقل بعدها إلى نادي كوفنتري سيتي في موسم 1997–98 ولمدة موسمين، مشاركًا في 47 مباراة سجل خلالها 5 أهداف. ثم انتقل إلى نادي أستون فيلا في موسم 1999–00 واستمر معه طيلة ثلاثة مواسم، مشاركًا في 103 مباراة سجل خلالها 4 أهداف. هذا وانتقل لاحقًا إلى نادي ميدلزبره في موسم 2002–03 ليلعب معه ستة مواسم، مشاركًا في 182 مباراة سجل خلالها 7 أهداف. ثم انتقل بعدها إلى نادي هال سيتي في موسم 2008–09 ولمدة موسمين، مشاركًا في 52 مباراة سجل خلالها هدفًا واحدًا. ليعود وينتقل من جديد، لكن هذه المرة إلى نادي سكودا زانثي في موسم 2010–11 لمدة موسم واحد، مشاركًا في 19 مباراة سجل خلالها هدفين. لينتقل بعدها إلى نادي نوتينغهام فورست في موسم 2011–12 لمدة موسم واحد، مشاركًا في 5 مباريات سجل خلالها هدفًا واحدًا. ثم لعب في Terengganu F.C. II ‏ ما بين عامي 2012 و2013 لمدة موسم واحد، مشاركًا في مباراة ولم يسجل أي هدف.

## روابط خارجية
- جورج بواتنغ على موقع الاتحاد الأوربي (الإنجليزية)
- جورج بواتنغ على موقع قاعدة بيانات كرة القدم.إي يو (الإنجليزية)
- جورج بواتنغ على موقع ناشيونال فوتبول تيمز (الإنجليزية)
- جورج بواتنغ على موقع Soccerbase.com (لاعب) (الإنجليزية)
- جورج بواتنغ على موقع عالم كرة القدم.نت (الإنجليزية)
- جورج بواتنغ على موقع كووورة